# Vega de Espinareda
Vega de Espinareda (en gallec, A Veiga de Espiñareda) és un municipi de la comarca de El Bierzo, de la província de Lleó, a la comunitat autònoma de Castella i Lleó. Inclou els nuclis de:
- San Pedro de Olleros
- Valle de Finolledo
- Sesamo
- Espinareda
- Espino
- San Martín de Moreda
- Moreda
- Burbia

## Demografia
| 1991 |  | 1996 |  | 2001 |  | 2004 |  | 2007 |
| ---- |  | ---- |  | ---- |  | ---- |  | ---- |
| 3192 |  | 3123 |  | 2837 |  | 2705 |  | 2560 |